# Muttu Virappa Nayaka I
Muttu Virappa Nayaka I fou naik de Madura fill i successor de Muttu Krishnappa Nayaka el 1609.
La seva lleialtat a Vijayanagar és posada en dubte per alguns historiadors. No n'hi ha prou proves. A la mort de Tirumala de Vijayanagar (1572) els seus tres fills van accedir al govern, el gran, Sriranga, com gran rei; el següent Rama, com a virrei de Srirangapattanam, i el tercer, Venkata o Venkatapati, com a virrei de Chandragiri (els regnes Cola, Pandya i Tundira). Com que Sriranga va morir aviat encara jove (1586) i Rama el va premorir, va pujar al tron Venkata, i llavors hi va haver una revolta poc clara a Madura, en tot cas ràpidament controlada per Venkata (1586); en endavant no s'esmenten més veleitats rebels. Si que es pot intuir un desig de Muttu Virappa de ser independent. En una carta de 30 d'agost de [1611], Vico diu que era irregular en el pagament del tribut i fins i tot que va fer alguna denegació oberta (a la mort del rei Venkata I com veurem, Muttu va donar suport a Jagga Raya en la guerra de successió).
Segons les taules de Pudukottai, si són considerades correctament, el rei Pandya va cooperar lleialment amb Mottu en contra de Tanjore. El rei d'aquests pandya de Tenkasi, Ativirarama Pandya, va morir a l'entorn de 1610 i el va succeir Sundara Pandya. Després no se sap que va passar però una carta dels jesuïtes de 1666 diu que la dinastia s'havia extingit ja feia temps. Després de Mottu ja no hi ha reis pandyes esmentats.
Una carta de 12 de juny de 1610 parla d'una guerra entre Madura i Tanjore en la que Vijayanagar no hauria pres part, ocupat amb defensar-se dels atacs musulmans; ho confirma una altra carta de 25 de novembre de 1611. Fou el 1610 quan el raja Uraiyur de Mysore va poder assetjar Srirangapattanam, seu de Tirumala fill de Rama, com a virrei, i la va ocupar, acció que fou referendada pel gran rei el 1612, el que mostra les dificultats per les que passava en aquell moment el regne de Vijayanagar, ja que d'altra manera no s'explica una concessió d'aquesta mena. Sembla que Venkata havia de fer front a una invasió de Golconda que van assetjar la capital Pekunonda. El rei va demanar ajut a Achytitappa Nayaka de Tanjore que li va enviar el seu fill Raghunatha (Raghunatha Nayaka) que va derrotar els invasors que van haver d'aixecar el setge (1611 o 1612). Com a recompensa hauria obtingut l'alliberament de presó de Krishnappa Nayaka de Gingi, enemic per alguna raó del rei que l'havia tancat; sembla que també aquesta ajuda va impulsar al rei a reconèixer els guanys d'Udaiyar de Mysore, un suposat vassall lleial contra un virrei de la família però de lleialtat dubtosa.
Així el raja Udayar de Mysore havia ampliat el seu territori i ara tocava als territoris de Madura. Des del 1610 dominava Srirangapattanam (confirmat el 1612) però a la seva expansió s'oposava el virregnat de Channapattana que incloïa els naramahals de Salem i estava regit per la poderosa família de Jagadeva Rayal. Segurament aprofitant alguna de les guerres de Madura amb Tanjore (1610 o 1616, més probablement la segona) va enviar un exèrcit dirigit per un general esmentat com Mukijan que va assolar el districte de Dindigul; segons les cròniques els polegars de Virupakshi i Kannivadi el van rebutjar; el primer va rebre el títol de Pathai-Kaval (Defensor dels camins) i el segon el de Chinna-Mysuran (Jove de Mysore). No se sap la data, però probablement fou vers el 1616; Udaiyur va morir el 1620.
El 1614, la mort de Venkata I va provocar una guerra successòria entre els bàndols de Yachama Nayaka defensor de l'hereu legítim (Sriranga Chikkaraya, nebot de Venkata i fill de l'antic virrei Tirumala -fill de Rama- de Srirangapattanam) i Jagga Raya al front dels seguidors d'un suposat fill de Venkata amb una de les seves reines (precisament la germana de Jagga Raya); Sriranga Chikkaraya fou proclamat i llavors Jagga Raya va aconseguir fer matar tota la família reial; Yachama Nayaka, un cap fidel a la dinastia, va poder salvar a un jove príncep, Rama i el va poder fer arribar sa i estalvi a Tanjore. Jagga va anar al sud per impedir el pas del príncep i va tenir el suport dels nayaks de Madura i de Gingi, mentre Raghunatha, el nayak de Tanjore, donava suport a Yachama Nayaka. Això va portar a la guerra a Tanjore contra Madura i la batalla decisiva es va lliurar a Trichinopoly, vers el 1616 i es parla de la victòria de Tanjore i la derrota absoluta de Madura i Jagga Raya; finalment Madura i Tanjore van arribar a un acord i la filla de Muttu Virappa Nayaka I es va casar amb Raghunatha Nayaka; de moment el partit imperial va triomfar i possiblement aquesta batalla seria la batalla de Toppur, de la que va sortir tiomfant Rama. Les taules de Pudukottai de Sri Vallabha i Varatunga Pandya descriuen una batalla a Vallaprakara (Vallam) el 1583 entre "les forces de Venkata I" i les de Virappa Nayaka en la qual les forces del darrer i les d'Achyuta Raja foren posades en fuite; es pensa que la data és errònia i que podria ser una referència a la guerra de 1616, però en tot cas no seria a la batalla de Toppur.
Algunes referències deixen entendre que Mottu va canviar la seva capital de Madura a Trichinopoly, vers el 1616, probablement per fer la guerra a Tanjore.
Muttu Virappa Nayaka I s'esmenta en una inscripció del 1620 del maharaja Raghunatha, fill del maharaja Venkatadeva d'Uraypur, un virrei de Mottu Virappa Nayaka, i feudatari de Vira Ramadeva, sobirà de Penukonda. Això indicaria que després de la victòria de Rama (Vira Ramadeva) l'havia reconegut i romania lleial a Vijayanagar (Penukonda). La família dels maharajas d'Uraypur apareixen esmentats per primer cop en aquesta inscripció del 1620 i es creu que eren uns petits caps jagirdar amb seu lògicament a Uraypur, vassalls de Madura i de Vijayanagar (Penukonda). Vers 1620 eren fidels de Rama (Vira Ramadeva) de Vijayanagar.
Les activitats missioneres portugueses foren suspeses per pròpia iniciativa i no pas per restriccions dels nayaks; l'anterior cap missioner Fernández s'oposava a l'actuació del nou missioner Nobile, però aquest va tenir el suport de l'arquebisbe de Cranganore i del provincial de Malabar Laerzio en els seus mètodes; però quan va arribar un nou provincial va substituir a Laerzio, Nobile fou cridat a un sínode i finalment la disputa portada a Europa; el 1611 va quedar suspès i el 1613 el cardenal Bellarmine, el seu oncle, li va demanar de deixar la predicació; Nobile no el va fer cas i va seguir treballant deu anys; el 31 de gener de 1623 fou exonerat pel papa Gregori XV i els seus mètodes aprovats, però durant aquests anys, la situació precària de la missió no li va permetre cap progrés.
Muttu Virappa Nayaka va morir vers el 1623 i el va succeir Tirumala Nayaka.